# Actaea laciniata
Actaea laciniata är en ranunkelväxtart som först beskrevs av S. Wats., och fick sitt nu gällande namn av J. Compton. Actaea laciniata ingår i släktet trolldruvor, och familjen ranunkelväxter. Inga underarter finns listade i Catalogue of Life.